# Gare de Susaki
La gare de Susaki (須崎駅, Susaki-eki) est une gare ferroviaire située à Susaki, dans la préfecture de Kōchi au Japon. Elle est exploitée par la compagnie ferroviaire JR Shikoku. 

## Situation ferroviaire
Gare de passage, la gare de Susaki est située au point kilométrique (PK) 168,7 de la ligne Dosan. 

## Histoire
La gare de Susaki a été inaugurée le 30 mars 1924. Elle a été le point de départ de la construction de la ligne Dosan car tous les matériaux nécessaires à la construction de cette ligne transitaient par le port de Susaki. Le 1er avril 1987, dû à la privatisation partielle des chemins de fer, la gare est privatisée par la compagnie ferroviaire JR Shikoku. 

## Service des voyageurs

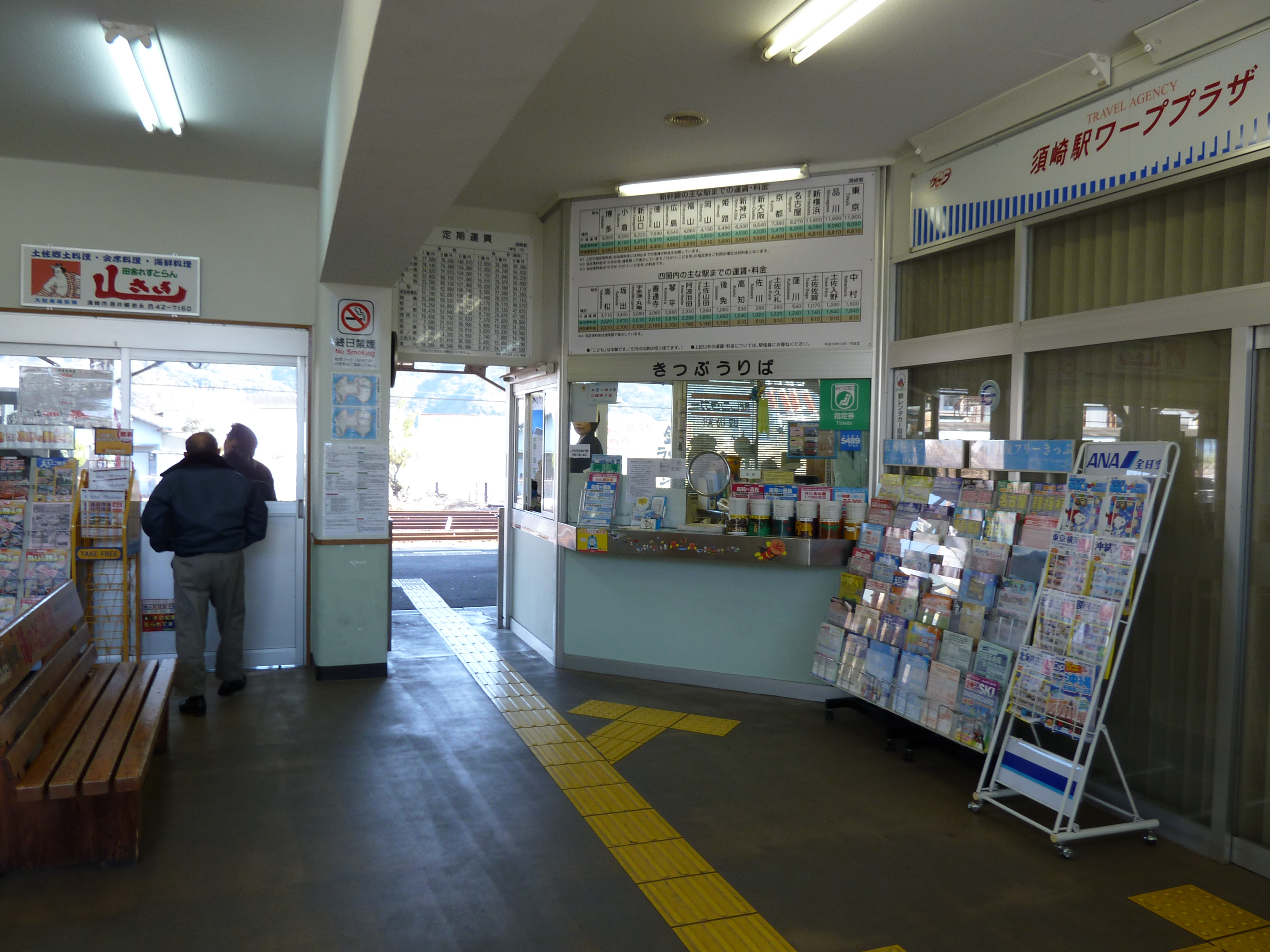
Accès aux quais.

### Accueil
La gare comprend en tout 3 voies, elle est constituée d’un quai accolé à la gare et qui sert à la desserte d’une voie, et d’un îlot à deux quais qui sert à la desserte de deux voies. Les trains express partent des voies 1 et 2. Comme il n’y a pas d’annonces automatiques ou d’affichages au niveau des quais, la diffusion d’information est faite par les employés de la gare. 
La gare est construite en béton de ciment. A l’intérieur on retrouve un guichet et des machines automatiques pour acheter son billet de train. 
Autrefois, on pouvait trouver des toilettes latrine à fosse simple mais de nos jours, on peut trouver des toilettes modernes à côté de la gare. Ces toilettes sont surnommées « happy let » (ハピレット、happy let). 

### Desserte
Par jour, 28 trains s’arrêtent pour aller en direction de Kōchi et 15 autres trains s’arrêtent pour aller en direction de Kubokawa. 
La gare sert de point de départ et d’arrivée de beaucoup de trains. Tous les trains express s’arrêtent à la gare de Susaki ce qui en fait une gare importante.

## Alentours de la gare
L’agglomération de Susaki s’étend de la gare d’Ōnogo (en) à la gare de Tosa-Shinjō (en) en passant par la gare de Susaki. La mairie de Susaki se trouve proche de la gare d'Ōma (en). La gare de Susaki était le point central de l’agglomération de Susaki mais elle a quelque peu perdu de son animation alors que les alentours de la gare d'Ōma gagnaient en animation.